# Cubaritmo
Il cubaritmo è un sussidio per il calcolo utilizzato dai non vedenti nello studio dell'aritmetica.
Si compone di un piano operatore (casellario) rettangolare in plastica dura, recante piccole cavità cubiche disposte su righe e colonne e corredato da cubetti dello stesso materiale recanti, su cinque delle sei facce, i simboli Braille corrispondenti, a seconda dell'orientamento dei cubetti stessi, alle cifre da 0 a 9. La faccia liscia (senza puntini) del cubetto viene utilizzata per rappresentare simbolicamente la virgola decimale.
Ciascuna delle 10 cifre si ottiene dalla rotazione del cubetto e/o delle sue facce.
Con tale strumento, inserendo i cubetti nelle diverse caselle, si possono rappresentare le raffigurazioni spaziali impiegate negli algoritmi delle diverse operazioni aritmetiche.
È così possibile scrivere, modificare, manipolare, cancellare e riscrivere operazioni aritmetiche, e ciò consente al cieco di impiegare, inserendo i cubetti nel casellario, la stessa disposizione spaziale che il vedente utilizza su un foglio di carta.
La sua criticità è data dal fatto che i cubetti, inseriti nel casellario, debbono essere maneggiati con molta cautela e delicatezza, onde non produrre errori di calcolo per una involontaria modificazione della loro posizione.
Durante lo svolgimento delle operazioni aritmetiche, normalmente non vengono rappresentati i segni aritmetici delle operazioni stesse, che vengono per semplicità sottintesi.
Attualmente, più che una importanza nell'uso quotidiano per il calcolo – reso per un non vedente più comodo, agevole ed immediato dall'impiego delle calcolatrici parlanti – il cubaritmo mostra la sua utilità in campo didattico, segnatamente nell'apprendimento dei rudimenti del calcolo nella scuola elementare e media di primo grado. Può essere impiegato anche nella scuola media superiore, ma in tale ambito, essendo ormai noti agli alunni i procedimenti (algoritmi) aritmetici di calcolo elementari, il suo uso è molto meno frequente, riducendosi a sporadici particolari casi.
Una variante del cubaritmo è il "cubo algebrico" (o cubalgebrico) impiegato, parallelamente ad altri metodi, anche se in misura ridotta, per la scrittura ed il calcolo di espressioni aritmetiche ed algebriche.
L'esigenza di uno strumento quale il cubaritmo nasce dal fatto che il metodo di scrittura Braille (di cui esso si serve) produce i segni in rilievo (combinazioni di puntini) sulla faccia opposta del foglio di carta rispetto a quella dalla quale si punzonano. Ciò rende impossibile la simultanea scrittura e lettura del testo, dunque anche delle cifre componenti i numeri che intervengono nel calcolo.
L'avvento della dattilobraille, che consente la scrittura e la lettura sulla medesima faccia del foglio (quella rivolta verso l'alto), ha risolto il problema della simultaneità della lettura e della scrittura, ma presenta ancora grosse difficoltà operative per l'incolonnamento e la manipolazione delle cifre nell'ambito dei diversi algoritmi, nonché per la gestione degli errori.